# Шкеи
Шкеи (на румънски: Şchei) e остарял екзоним, с който в миналото са наричани българите в някои райони на Румъния (предимно в Трансилвания).
Екзонимът и днес се среща често в местата, които в миналото са заселени с българи, както в топонимията (Шкеи Брашовулуи), хидронимията (река Шкиау, приток на Арджеш), така и като фамилно име Скиау (Schiau) и Шкиау (Şchiau) и други.
През първата половина на 15 век в Брашов е основан български квартал „Шкеи“ (на унгарски: Bolgarszeg, „български кът“) от българи-строители, заселници в града, като впоследствие нараства от търговци и български бежанци. В двора на кварталната църква се намира първото румънско училище.
Град Кахул в Молдова се е казвал по-рано Шкея.